# Eddie Newman
Edward (Eddie) Newman (ur. 14 maja 1953 w Liverpoolu) – brytyjski polityk, samorządowiec i działacz związkowy, poseł do Parlamentu Europejskiego II, III i IV kadencji.

## Życiorys
Pracował jako etatowy działacz związkowy w tym w manchesterskim oddziale związku zawodowego pracowników poczty i telekomunikacji (Union of Communication Workers). W 1970 wstąpił do Partii Pracy. W latach 1984–1999 przez trzy kadencje sprawował mandat eurodeputowanego, wchodząc w skład frakcji socjalistycznej. Był m.in. przewodniczącym i wiceprzewodniczącym Komisji ds. Petycji oraz wiceprzewodniczącym Komisji ds. Polityki Regionalnej i Planowania Regionalnego. Od 2002 wybierany na radnego rady miejskiej Manchesteru. Od 2004 do 2008 był członkiem komitetu wykonawczego rady miejskiej odpowiedzialnym za mieszkalnictwo.